# Моріс Бардеш
Моріс Бардеш (фр. Maurice Bardèche; 1 жовтня 1907 — 30 липня 1998) — французький академік, мистецтвознавець і журналіст, один з провідних представників післявоєнного фашизму.

## Життєпис

### Дитинство та юність
Моріс Бардеш народився 1 жовтня 1907 року в Ден-сюр-Ороні, поблизу Буржа, у скромній, республіканській та антиклерикальній родині. Він відвідував ліцей Буржа, а потім виїхав з рідного краю до Парижа, де навчався у ліцеї Луї-ле-Ґран. Саме там у 1926 році Бардеш познайомився з Тьєррі Мольє та Робером Бразійяком. Останній познайомив його з націоналістичними колами, які оберталися навколо Шарля Морраса та Action Française. Молодий публіцист Бардеш дописував у той час для роялістської газети L’Étudiant français, заснованої «Французькою дією».

### Міжвоєнний період (1933–1939)
У 1933 році Бардеш та Бразійяк переїхали до Вожірара, в 15-й округ Парижа, де вони пробули три роки, поки Бардеш викладав у Версальському Колледжі Сент-Женев’єв. Моріс одружився із сестрою Бразійяка, у липні 1934 року. Разом зі своїм другом та шваґром Бардеш у 1935 році підготував «Histoire du Cinéma» (Історію кіно). На думку дослідниці Еліс Каплан, це була «ймовірно перша загальна історія кіно, написана у Франції, якщо не у світі».
Пишучи для «Revue française», Бардеш також став кінокритиком для мистецьких журналів «1933» та «L’Assaut». Під час громадянської війни в Іспанії Бардеш був прихильником Франко та націоналістів. У 1939 році він відредагував разом з Бразійяком профранкістську книжку під назвою «Histoire de la guerre d’Espagne» (Історія війни в Іспанії).

### Літературна кар’єра та Друга світова війна (1939–1946)
Після захисту новаторської докторської дисертації на тему творчості Бальзака в травні 1940-го, на 31 році життя, Бардеш отримав тимчасову посаду викладача романістики в Сорбонні. Врешті-решт, він став професором французької літератури в Університеті Лілля, де працював між 1942 і 1944 роками, очолюючи одночасно три кафедри. В той час Бардеш ще не цікавився практичною політикою. Натомість він зосередився на своїй кар’єрі літературного критика і написав три статті про мистецтво для колабораціоністської газети «Je suis partout», в якій Бразійяк був головним редактором до 1943 року.
1 вересня 1944 року, після звільнення Парижа, Бардеш був затриманий за статті, написані ним у «Je suis partout». Бразійяк і Бардеш також були засуджені до смертної кари, але, зрештою, Бардеш був помилуваний і провів у в’язниці рік. Тим не менш він втратив університетську кафедру з літератури і на деякий час був виселений зі своєї квартири.
Після війни світогляд Бардеша зазнав змін. Протягом наступних 30 років він керував «особистим хрестовим походом для очищення фашизму» і представляв його як поважну ідеологію. У квітні 1959 року Бардеш розповів націоналістичному журналу «Jeune Nation», що саме смерть Бразійяка, яким він дуже захоплювався, перетворила його на політика. Перебуваючи у в’язниці в 1945 році, Бардеш почав розробляти власне визначення фашизму, позбавленого поліцейщини, вульгарного антисемітизму та експансіоністського імперіалізму.

### Ревізіоністська трилогія (1947–1950)
У 1947 році він написав «Lettre à François Mauriac» (Лист до Франсуа Моріака) (саме Франсуа Моріак свого часу безуспішно намагався переконати Шарля де Ґолля помилувати Бразійяка). Це емоційна книжка, багатослівна, але з чіткою ідеєю — виправданням політики колабораціонізму, але не стільки як «співпраці» з німцями, скільки як «взаємодії» з ними. Основний аргумент: якби всі французи відгукнулися на заклик де Ґолля і розгорнули в розгромленої Франції партизанську війну, німці вбили би набагато більше французів і перетворили б країну на випалену землю.
У 1948 році Бардеш виклав свої ревізіоністські тези в памфлеті «Nuremberg ou la Terre promise» (Нюрнберґ або Земля обітована), продовженні «Lettre à François Mauriac». Книжка заснована на аналізі Хартії та Обвинувального висновку Міжнародного військового трибуналу. Автор піддав сумніву як моральні, так і юридичні підстави Нюрнберзького процесу. Це був перший випадок після закінчення війни, коли хтось відкрито написав, що сумнівається у існуванні Голокосту. Книжка, яка була продана 25 000 примірників, була розцінена судом як «апологія злочину вбивства», і Бардеш був засуджений до одного року ув’язнення і навесні 1952 року оштрафований на 50 000 франків. У липні 1954 року Бардеш провів у в’язниці лише кілька тижнів, а потім президент Рене Коті його амністував. Коли Бардеш усвідомив труднощі розповсюдження своїх ідей у постфашистському світі, то вирішив створити власне видавництво «Les Sept Couleurs», назва якого була натхненна романом Бразійяка.
У 1950 році Бардеш випустив останній том своєї ревізіоністської трилогії — «Nuremberg II, ou les Faux-Monnayeurs» (Нюрнберґ II, або Фальшивомонетники), документальний додаток до попередньої праці. Після виходу цих книжок Бардеш отримав новий статус у міжнародному «ультраправому» русі.
Водночас Бардеш-дослідник був визнаний серед науковців як провідний експерт з творчості Оноре де Бальзака та Стендаля.

### Неофашистський активізм (1951–1970)
Незабаром Бардеш увійшов у політику та став співзасновником Comité National Français, парасолькової організації для діяльності різних груп, але відійшов, коли рух розпочав жорсткий антисемітський курс під керівництвом Рене Біне. Натомість Бардеш заснував більш поміркований Comité de Coordination des Forces Nationales Françaises.
Наприкінці 1950 року Бардеш ініціював координацію різних неофашистських груп по всьому континенту. На конгресі у Римі під назвою «Європейські національні рухи» було вирішено, що наступного року відбудеться ще одне засідання у Швеції. Після цього Бардеш відвідав у травні 1951 року установчі збори European Social Movement у Мальме, на які зібралося 100 делегатів з Європи, включаючи Освальда Мослі. Бардеш представляв Францію від Comité National Français. 6 лютого 1954 року він взяв участь у вшануванні пам’яті Робера Бразійяка, яке організувала група Jeune Nation, разом із П’єром Сідо та Жаном-Луї Тікс’є-Віньянкуром. Під час алжирської війни Бардеш написав численні статті, які захищали французькість Алжиру та європейський колоніалізм.
На відміну від деяких своїх сучасників, Бардеш не приховував свої фашистські переконання і, як відомо, перше речення його роботи 1961 року «Що таке фашизм?» звучало так: «Я фашистський письменник». Книга стала знаною теоретичною працею повоєнного фашизму як у Франції, так і за її межами, а італійський переклад перетворився на культову працю серед неофашистів Італії. Контекст алжирської війни та політична криза, яку вона спричинила у метрополії, зробили фашистські ідеї більш прийнятними на короткий проміжок часу серед широких мас, що дозволило Бардешу відкрито проголосити себе прихильником фашизму.

На думку Бардеша, фашизм — крім наявності чотирьох складових: націоналістичної, соціалістичної, антикомуністичної та авторитарної – це «не доктрина, але одвічне бажання сховане в нашій крові, в нашій душі».

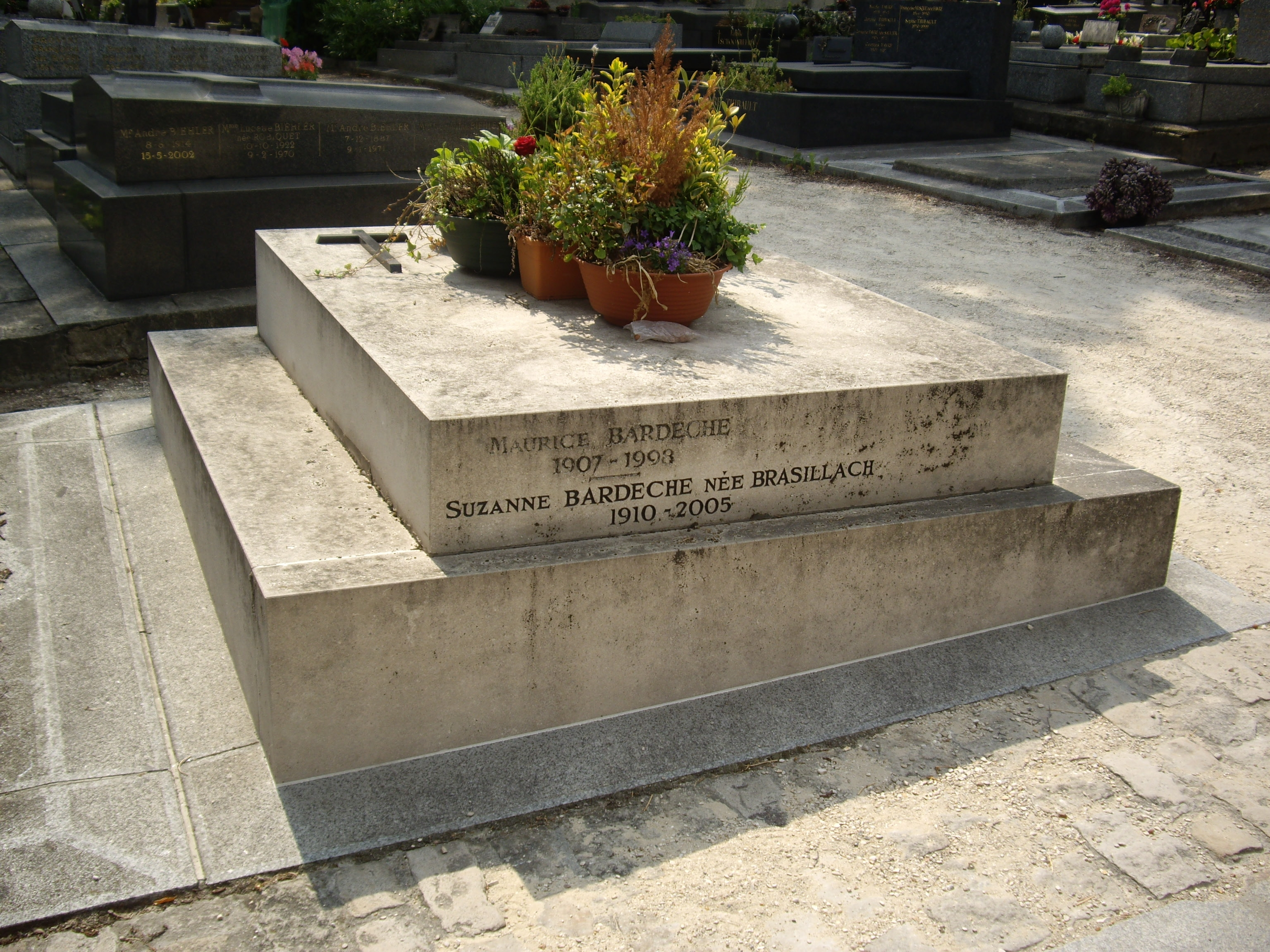
Надгробний пам'ятник Моріса і Сюзанни Бардеш.

Фашистський ідеал — мужній і лицарський, його притягує етос спартанців, тамплієрів та самураїв.
Актуальним заданням фашизму, на думку французького неофашиста, було проголошено побудову європейської імперії, оскільки лише в її лоні європейські нації змогли би віднайти втрачену після 1945 року силу і свободу. Остаточною метою повоєнного фашизму Бардеш вважав народження очищеної фашистської Європи, яка б протистояла комунізмові з одного боку, й американізації — з іншого.

### Повернення до літературознавства (1971–1998)
Бардеш створив цінні праці про французьких романістів Оноре де Бальзака, Марселя Пруста, Ґюстава Флобера, Луї-Фердінана Селіна та Леона Блуа, які часто цитуються у бібліографіях. 
Моріс Бардеш помер 30 липня 1998 року в Кане-Плаж. Жан-Марі Ле Пен, тодішній лідер партії Національний фронт, описав його як «пророка європейського відродження, на яке він давно сподівався». Дружина Бардеша Сюзанна, сестра Робера Бразійяка, померла в 2005 році.

## Праці
- (з Бразільяком) (1935). Histoire du cinéma. Denoël et Steele.
  - English translation: The History of Motion Pictures. New York: W. W. Norton & The Museum of Modern Art. 1938.
- (з Бразільяком) (1939). Histoire de la guerre d'Espagne. Plon.
- Balzac romancier : la formation de l'art du roman chez Balzac jusqu'à la publication du 'Père Goriot', 1820-1835 (Дипломна робота). Plon. 1940.
- Lettre à François Mauriac. La Pensée libre. 1947.
- Stendhal romancier. La Table ronde. 1947.
- Nuremberg ou la Terre promise. Les Sept Couleurs. 1948.
- Nuremberg II ou les Faux-Monnayeurs. Les Sept Couleurs. 1950.
- L'Europe entre Washington et Moscou. R. Troubleyn. 1951.
- L'Œuf de Christophe Colomb. Lettre à un sénateur d'Amérique. Les Sept Couleurs. 1951.
- Les Temps modernes. Les Sept Couleurs. 1956.
- Suzanne et le taudis. Plon. 1957.
- Qu'est-ce que le fascisme ?. Les Sept Couleurs. 1961.
- Histoire des femmes. Stock. 1968.
- Sparte et les Sudistes. Les Sept Couleurs. 1969.
- Marcel Proust, romancier. Les Sept Couleurs. 1971.
- L'Œuvre de Flaubert. Les Sept Couleurs. 1974.
- Balzac. Juillard. 1980.
- Louis-Ferdinand Céline. La Table Ronde. 1986.
- Léon Bloy. La Table Ronde. 1989.
- Souvenirs. Buchet-Chastel. 1993.